# Ежегодник книги СССР
«Ежегодник книги СССР» (укр. Щорічник книги СРСР) — систематичний покажчик, який акумулював матеріали поточної державної бібліографічної реєстрації, включені до основного випуску «Книжкового літопису» (окрім видань, що продовжуються, і стереотипних перевидань підручників для середніх шкіл).

## Історія та зміст
Видавали з 1927 року. Включав літературу, яку випускали з 1925 року. Матеріал розташовували в систематичному порядку за схемою класифікації літератури, прийнятої в органах державної бібліографії, з додатковою деталізацією окремих підрозділів. 
З 1957 року випускали у двох томах. У першому томі вміщували відомості про літературу суспільно-політичну, художню, навчально-педагогічну, довідкову, з мистецтва тощо. А у другому томі — про літературу з природознавства, техніки, промисловості, сільського господарства, транспорту, зв'язку, торгівлі, комунальної справи, медицини тощо. Кожен том був забезпечений допоміжними покажчиками.
У 1994 році перейменований на «Книги Российской Федерации». Видають 6-10 томів (обсягом 600-800 сторінок кожен) щороку.
Перші томи містять бібліографічні записи, розміщені в систематичному порядку згідно з УДК. Останній том зазвичай містить довідковий апарат: іменний покажчик, покажчик назв, покажчик книг, виданих іноземними мовами, предметний покажчик та інші. Нумерація записів єдина для всіх томів.